# Авиационная промышленность Украины
Авиационная промышленность Украины — отрасль машиностроения Украины. Промышленная инфраструктура отрасли досталась Украине после распада СССР. Это была разветвлённая сеть предприятий, способных производить конечный продукт — транспортные и пассажирские самолёты, а также различные комплектующие — авиационные двигатели, авионику и многие другие типы авиационных комплектующих, в том числе и для предприятий, оставшихся на территории других стран бывшего СССР (в основном России, например, производитель газотурбинных двигателей «Мотор Сич»). Производственная база и возможности промышленности постепенно уменьшались, локализовавшись, в основном, вокруг предприятий, сотрудничавших с российской авиационной промышленностью.

## Описание
Отрасль насчитывает свыше 60 предприятий, на которые приходится около 25 % занятых в машиностроении страны.
Основу отрасли составляют пять крупных предприятий (в городах Киев, Харьков, Днепропетровск, Запорожье, Первомайск), на которых сосредоточено 2/3 работников отрасли.
Проблемы
По состоянию на 2011 год:
- требует обновления 80 % производственных мощностей, прежде всего на заводах с серийным выпуском продукции.
- существует разобщенность разработчиков, изготовителей и баз технического обслуживания и ремонта авиационной техники.
- стареют кадры;
- остродефицитными являются финансовые ресурсы;
- существует зависимость более чем на 70 % от импорта сырья и комплектующих изделий;
- снижается производственная кооперации с Россией.

За последние годы[когда?] количество заказов уменьшилось на четверть — иностранные фирмы вытесняют Украину не только с мирового рынка, но и с рынка СНГ, который в настоящее время имеет значительные перспективы развития — пассажирооборот в странах СНГ в 6-10 раз меньше, чем в США и Канаде.

## История

### 1990-е годы
После 1991 года промышленность постепенно теряла свой потенциал из-за износа основных фондов, которые не модернизировались и не обновлялись в достаточной степени.

### 2000-е годы
В 2005 году была создана государственная самолётостроительная корпорация «Национальное объединение „Антонов“», в которую вошли пять организаций: АНТК им. Антонова, Киевский авиазавод «Авиант», Харьковский авиазавод, 410-й авиаремонтный завод и УкрНИИАТ.
В марте 2007 года был создан государственный авиастроительный концерн «Авиация Украины», объединивший 10 предприятий авиапрома, в том числе АНТК им. Антонова, киевский авиазавод «Авиант», Харьковское государственное авиационное производственное предприятие (Харьковский авиазавод), Запорожское машиностроительное КБ «Прогресс». Концерн был создан с целью «объединения разработчиков и производителей авиационной техники в единый комплекс с централизованным управлением». При этом корпорация «Национальное объединение „Антонов“» была ликвидирована.
С 2000 г. действовала Государственная комплексная программа развития авиационной промышленности Украины на период до 2010 года (а до неё — программа развития авиапрома от 1992 года).
В 2008 г. правительство Украины приняло Государственную программу развития авиационной промышленности на 2010—2020 гг.; она была профинансирована на 40 %.

### 2010-е годы
В 2010—2012 гг. предприятиями авиапрома изготовлено и передано заказчикам 19 самолётов.
В 2013 году продолжалось выполнение контракта государственным предприятием «Завод 410 гражданской авиации» по ремонту самолётов Ан-32 для военно-воздушных сил Индии. В том же году принят Закон Украины «О внесении изменений в Закон Украины „О развитии самолётостроительной промышленности“ относительно государственной поддержки сбыта авиационной техники отечественного производства».
После 2014 года отрасль претерпевает кризис из-за санкции Украины в связи с аннексией Крыма в Россию, с 16 июня 2014 года, взаимодействия с Россией в военной сфере. Это ограничение нарушило интеграцию российского и украинского авиапромышленных комплексов, последний зависел от российской промышленности в плане поставок комплектующих в большей степени. Это существенно отразилось на выпуске продукции.
С 2015 года серийное производство самолётов на Украине было прекращено, последняя поставка была осуществлена в июне 2015.
За 2016—2019 годы Украина не произвела и не поставила заказчикам ни одного нового серийного самолёта.
В мае 2016 года была создана «Украинская авиастроительная компания», в состав которой вошли ГП «Антонов», УкрНИИАТ, ГП «Новатор», Харьковский машиностроительный завод «ФЭД», Харьковское агрегатное конструкторское бюро и завод «Маяк».
В 2021 г. правительство Украины утвердило Государственную целевую научно-техническую программу развития авиационной промышленности на 2021—2030 годы.

## Реализация продукции

### Внутренний рынок
В последние годы авиакомпании Украины практически не закупали новые самолёты, произведённые на заводах Украины.
В 2018 году украинский авиаконструктор Анатолий Вовнянко отмечал: «Даже украинские авиакомпании не купили новых самолётов производства ГП „Антонов“ и ХГАПП, а 2 самолёта, что взяли в лизинг, вернули. Только ГАП „Украина“ эксплуатирует один Ан-148 производства ГП „Антонов“.»
В это же время шло сокращения авиапарка местных авиаперевозчиков (так, в распоряжении украинских авиакомпаний в середине 2017 года числилось 118 бортов, на конец 2019 года — 93 борта, в 2020 году — 82 борта.
29 декабря 2020 года был подписан Меморандум о сотрудничестве между Министерством обороны Украины и ГП «АНТОНОВ» по строительству самолётов для нужд Вооруженных сил Украины. Одновременно с этим был подписан и контракт на заказ трех военно-транспортных самолётов Ан-178. Поставка первого из заказанных самолётов запланирована на 2023 год.

### Экспорт
Последняя поставка нового серийного самолёта производства Украины на экспорт произошла в июне 2015 года, когда авиакомпании Cubana (Куба) был передан пассажирский самолёт Ан-158.
На 2020 г.: идет сборка военно-транспортного самолёта Ан-178 для поставки Перу; срок выполнения контракта — 2021 год. Из-за бюрократических проблем, отсутствия российских комплектующих и проблем с адаптацией импортных комплектующих сроки перенесены на 2024 год.

## Компании
Крупнейшие компании авиационной промышленности Украины:
- Антонов (разработка самолётов и беспилотников)
  - Серийный завод «Антонов» (серийное производство самолётов)
- Харьковское государственное авиационное производственное предприятие (серийное производство самолётов)
- Мотор Сич (разработка вертолётов, производство авиационных двигателей)
- «Завод 410 гражданской авиации» (ремонт самолётов)
- Винницкий авиационный завод (ремонт и модернизация вертолётов)
- Запорожский государственный авиационный ремонтный завод «Мигремонт» (ремонт самолётов)
- Конотопский авиаремонтный завод «Авиакон» (ремонт вертолётов)
- Львовский государственный авиационно-ремонтный завод (ремонт и модернизация самолётов)
- Луцкий ремонтный завод «Мотор» (ремонт авиадвигателей)
- Николаевский авиаремонтный завод «НАРП» (ремонт самолётов)
- Одесский авиационный завод (ремонт самолётов)
- Чугуевский авиационный ремонтный завод (ремонт самолётов)
- Аэропракт (производство сверхлёгких самолётов)
- Ивченко-Прогресс (разработка и производство авиадвигателей)
- Харьковский машиностроительный завод «ФЭД» (производство авиационной гидравлики)

## Выпускаемая и проектируемая авиатехника
| Название                         | Фото     | Тип                  | Статус                      | Первый полёт | Разработчики           | Производители | Произведено            | Примечания                                                  |
| Самолёты                         | Самолёты | Самолёты             | Самолёты                    | Самолёты     | Самолёты               | Самолёты      | Самолёты               | Самолёты                                                    |
| -------------------------------- | -------- | -------------------- | --------------------------- | ------------ | ---------------------- | ------------- | ---------------------- | ----------------------------------------------------------- |
| Ан-74                            |          | Транспортный самолёт | Производство приостановлено | 1983         | ОКБ им. О. К. Антонова | ХГАПП         | -                      | Последний Ан-74 был передан заказчику в сентябре 2014 года. |
| Ан-158                           |          | Пассажирский самолёт | Производство приостановлено | 28.04.2010   | Антонов                | Антонов       | >5                     | Последний Ан-158 был передан заказчику в июне 2015 года.    |
| Ан-178                           |          | Транспортный самолёт | Серийное производство       | 07.05.2015   | Антонов                |               | 1 (3 на стадии сборки) | -                                                           |
| Ан-132                           |          | Транспортный самолёт | Лётные испытания            | 31.03.2017   | Антонов                |               | 1 (демонстратор)       | -                                                           |
| Вертолёты                        |          |                      |                             |              |                        |               |                        |                                                             |
| МСБ-2                            |          | Вертолёт             | Сертификация                |              | Мотор Сич              | Мотор Сич     | -                      | -                                                           |
| Ми-2МСБ                          |          | Вертолёт             | Сертификация                |              | Мотор Сич              | Мотор Сич     | -                      | Вариант модернизации вертолётов Ми-2                        |
| Беспилотные летательные аппараты |          |                      |                             |              |                        |               |                        |                                                             |
| Spectator                        |          | БПЛА                 | Производство                |              |                        |               | -                      | -                                                           |
| Горлица                          |          | БПЛА                 | Разработка                  | 08.11.2017   | Антонов                |               | -                      | -                                                           |

## Статистика
|                                                | 2002 | 2003 | 2004 | 2005 | 2006 | 2007 | 2008 | 2009 | 2010 | 2011 | 2012 | 2013 | 2014 | 2015 | 2016 | 2017 | 2018 | 2019 | 2020 | 2021 |
| Производство самолётов на Украине, штук        | 4    | 4    | 3    | 5    | 1    | 0    | 4    | 4    | 4    | 4    | 6    | 3    | 2    | 2    | 0    | 0    | 0    | 0    | 0    | 0    |
| Экспорт летательных аппаратов из Украины, $млн |      |      |      |      |      |      |      |      |      | 322  | 926  | 314  | 246  | 191  | 79   | 29   | 61   | 70   |      |      |